# Klaus Lunau
Klaus Lunau (* 4. Juni 1953) ist ein deutscher Biologe und Professor für Zoologie und Didaktik.
Von 1974 bis 1981 studierte Lunau Biologie in Freiburg im Breisgau. Von 1982 bis 1985 war er wissenschaftlicher Angestellter in einem Naturschutz-Forschungsprojekt und promovierte von 1985 bis 1988 in Freiburg bei Günther Osche. Von 1988 bis 1997 arbeitete Lunau als Akademischer Rat und Lehrbeauftragter an der Universität Regensburg. Die Habilitation erfolgte dort 1995. Seit 1997 ist er Professor für Zoologie und Didaktik in der Arbeitsgemeinschaft Sinnesökologie der Biologie an der  Universität Düsseldorf.
Lunaus Forschungsschwerpunkte sind die Mimikry und die Duftbiologie bei Insekten. Zusammen mit Thomas Eltz untersuchte er 2005 das Sammeln von Duftstoffen bei drei Arten der mittelamerikanischen Prachtbiene und stellte fest, dass diese Duftstoffe nicht nur der Bestäubung dienen, sondern auch als Sexuallockstoff eingesetzt werden.

## Veröffentlichungen (Auswahl)
Monografien
- Täuschung ohne Enttäuschung. Mimikry und verwandte Phänomene in der Natur. In: Montag-Stiftung Bildende Kunst (Hrsg.) (ENT-)TÄUSCHT! Eine interdisziplinäre Vortrags- und Diskussionsveranstaltung. Verlag für moderne Kunst, Nürnberg; pp 8-21. 2009.
- Warnen, Tarnen, Täuschen. Mimikry und andere Überlebensstrategien in der Natur. Wissenschaftliche Buchgesellschaft, Darmstadt 2002, ISBN 3-534-14633-6

Artikel
Klaus Lunau hat eine große Zahl von Arbeiten in deutschsprachigen und internationalen entomologischen, biologischen und zoologischen Fachzeitschriften publiziert. Seine Arbeiten werden in internationalen Fachpublikationen vielfach zitiert. Hier eine exemplarische Auswahl:
- Entomologisches Kuriositätenkabinett. Von Brillenträgern, Modellen, Hirschen, Stiergeburten und Anderen. Entomologie heute 21: 21-47. 2009.
- Automimikry - Innerartliche Signalfälschung. - Naturwiss. Rundschau 55: 5-14. 2002.
- Das Balzverhalten von Langbeinfliegen (Dolichopodidae, Diptera). - Acta Albertina Ratisbonensia 50 Heft 1 Biologie/Ökologie: 49-73. 1996.
- Signalling function of floral colour patterns for insect flower visitors. - Zool. Anzeiger 235: 11-30. 1995.
- Evolution optischer Signalsysteme am Beispiel von angeborenen Farbpräferenzen bei Blütenbesuchern und Balz mit optischen Signalen bei Fliegen. 42pp. Habilitationsschrift, Universität Regensburg 1995.
- Colour saturation triggers innate reactions to flower signals: Flower dummy experiments with bumblebees. - J. Comp. Physiol. A 166: 827-834. 1990
- Attrappenversuche mit blütennaiven Hummeln zum Nachweis angeborener Verhaltensreaktionen auf Blütensignale. 219pp. - Dissertation. Universität Freiburg 1988.
- Zur Bedeutung optischer Signale beim Blütenbesuch von Schwebfliegen. Experimente mit Eristalis pertinax Scopoli (Diptera, Syrphidae). - Mitt. Dtsch. Ges. allg. angew. Ent. 5: 31-36. 1987.

Reviews
- The ecology and evolution of visual pollen signals. - Plant Syst. Evol 222: 89-111. 2000.
- zusammen mit Wacht, S.: Signalfunktion von Pollen. - Biologie in unserer Zeit 27: 169-181. 1997.
- zusammen mit Maier, E.J.: Innate colour preferences of flower visitors. - J. Comp. Physiol. A 177: 1-19. 1995.
- Angeborene und erlernte Blütenerkennung bei Insekten. - Biologie in unserer Zeit 23: 48-54. 1993.